# Jonjo Shelvey
Jonjo Shelvey (Romford, 27 februari 1992) is een Engels profvoetballer die doorgaans als aanvallende middenvelder speelt. Shelvey debuteerde in 2012 in het Engels voetbalelftal.

## Clubcarrière

### Charlton Athletic
Shelvey stroomde in 2008 door vanuit de jeugdopleiding Charlton Athletic, nadat hij eerder ook deel uitmaakte van die van Arsenal en West Ham United. Hij debuteerde in het eerste van Charlton in 2008, tegen Barnsley. Tijdens zijn debuut was hij 16 jaar en 59 dagen oud, waarmee hij Charltons jongste debutant ooit was. De vorige houder van het record was Paul Konchesky. Shelvey scoorde op 3 januari 2009 zijn eerste goal voor Charlton, in een wedstrijd om de FA Cup tegen Norwich City. Hij werd daarmee ook de jongste doelpuntenmaker voor de club. De wedstrijd vond 55 dagen voor zijn zeventiendee verjaardag plaats. Op 9 september 2009 tekende Shelvey een contract tot en met 2012. Zijn eerste goal in de competitie maakte hij op 4 april 2010, tegen Southampton.

### Liverpool FC
Shelvey tekende in april 2010 voor Liverpool. De club betaalde Charlton Athletic £1,7 miljoen voor hem (indertijd ca. €1,87 miljoen). Bij zijn debuut in de Premier League werd dit transferbedrag verdubbeld. Hij kreeg rugnummer 33 toegewezen.

### Swansea City
Op 3 juli 2013 tekende Shelvey een contract bij Swansea City, de nummer negen van de Premier League in het voorgaande seizoen. Met zijn overgang was zes miljoen pond gemoeid.  In zijn eerste twee seizoenen eindigde hij als twaalfde en als zesde met de ploeg. Hieraan droeg jij zelf bij in 62 competitiewedstrijden, onder meer met negen doelpunten. Shelvey verlengde zijn contract bij Swansea in juli 2015 tot medio 2019.

### Newcastle United
Op 12 januari 2016 zette Shelvey zijn handtekening onder een contract voor 5,5 jaar bij Newcastle United, dat op dat moment achttiende stond in de Premier League. The Magpies zouden circa 16 miljoen euro hebben betaald.

### Nottingham Forest
In januari 2023 tekende hij een contract voor twee en een half jaar bij Nottingham Forest. Hij kwam tot slechts acht wedstrijden en mocht in de zomer van 2023 weer vertrekken.

### Çaykur Rizespor
In september 2023 ging Shelvey zijn eerste buitenlandse avontuur aan en tekende hij een contract voor een jaar bij het Turkse Çaykur Rizespor.

## Clubstatistieken
| Seizoen | Club              | Competitie     | Competitie | Competitie | Beker | Beker | Europa | Europa | Totaal | Totaal |
| Seizoen | Club              | Competitie     | Wed.       | Dlp.       | Wed.  | Dlp.  | Wed.   | Dlp.   | Wed.   | Dlp.   |
| ------- | ----------------- | -------------- | ---------- | ---------- | ----- | ----- | ------ | ------ | ------ | ------ |
| 2007/08 | Charlton Athletic | Championship   | 2          | 0          | 0     | 0     | —      | —      | 2      | 0      |
| 2008/09 | Charlton Athletic | Championship   | 16         | 3          | 4     | 1     | —      | —      | 20     | 4      |
| 2009/10 | Charlton Athletic | League One     | 24         | 4          | 1     | 0     | —      | —      | 25     | 4      |
| 2010/11 | Liverpool         | Premier League | 15         | 0          | 2     | 0     | 4      | 0      | 21     | 0      |
| 2011/12 | → Blackpool       | Championship   | 9          | 0          | 0     | 0     | —      | —      | 9      | 0      |
| 2011/12 | Liverpool         | Premier League | 13         | 1          | 3     | 0     | —      | —      | 16     | 1      |
| 2012/13 | Liverpool         | Premier League | 19         | 1          | 3     | 0     | 10     | 4      | 32     | 5      |
| 2013/14 | Swansea City      | Premier League | 32         | 6          | 2     | 0     | 8      | 0      | 42     | 6      |
| 2014/15 | Swansea City      | Premier League | 31         | 3          | 4     | 0     | —      | —      | 35     | 3      |
| 2015/16 | Swansea City      | Premier League | 16         | 1          | 3     | 0     | —      | —      | 19     | 1      |
| 2015/16 | Newcastle United  | Premier League | 15         | 0          | 0     | 0     | —      | —      | 15     | 0      |
| 2016/17 | Newcastle United  | Championship   | 42         | 5          | 3     | 0     | —      | —      | 45     | 5      |
| 2017/18 | Newcastle United  | Premier League | 30         | 1          | 2     | 1     | —      | —      | 32     | 2      |
| 2018/19 | Newcastle United  | Premier League | 16         | 1          | 1     | 0     | —      | —      | 17     | 1      |
| 2019/20 | Newcastle United  | Premier League | 18         | 5          | 3     | 0     | —      | —      | 20     | 5      |
| Totaal  | Totaal            | Totaal         | 298        | 31         | 31    | 2     | 22     | 4      | 351    | 37     |

## Erelijst
| League Cup | 1x | 2011/12 |